# Jan Vermeer van Haarlem (I)
Jan Vermeer van Haarlem (I), ook Jan van der Meer van Haarlem (I) genoemd, (gedoopt Haarlem, 22 oktober 1628 – begraven aldaar, 25 augustus 1691) was een Nederlands schilder en tekenaar.
Hij was de oudste zoon van Jan Vermeer (1600-1670) en broer van Isaac Vermeer. Hij was een leerling van Jacob de Wet (I). Van Vermeer van Haarlem zijn landschappen en winterlandschappen bekend. Hij was vader van de schilders Jan Vermeer van Haarlem (II) en Barend van der Meer.

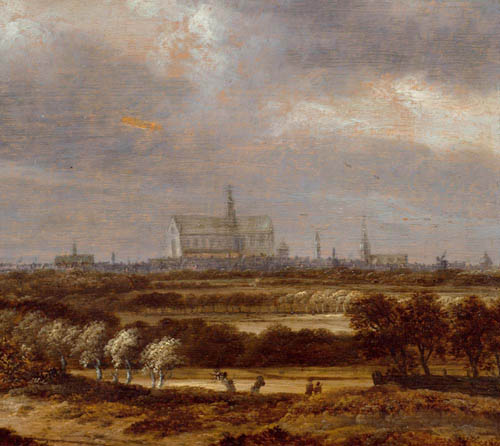
Gezicht op Haarlem. Zonder jaar. Privéverzameling.

- Biografisch Portaal: 56052625
- Digitale Bibliotheek voor de Nederlandse Letteren: verm071
- Gemeinsame Normdatei: 138906750
- International Standard Name Identifier: 0000 0000 6953 3738
- Nederlandse Thesaurus van Auteursnamen: 33016922X
- RKD-Nederlands Instituut voor Kunstgeschiedenis: 80477
- Union List of Artist Names: 500013304
- Virtual International Authority File: 95518719
- WorldCat: E39PBJvXdBHbbR7J3kCgrpyPQq